# Hemidactylus albopunctatus
Espèce
Synonymes
- Teratolepis taylori Parker, 1942

Hemidactylus albopunctatus est une espèce de geckos de la famille des Gekkonidae.

## Répartition
Cette espèce en Somalie, en Éthiopie et dans le nord du Kenya.

## Publication originale
- Loveridge, 1947 : Revision of the African lizards of the family Gekkonidae. Bulletin of the Museum of Comparative Zoology, vol. 98, n. 1, p. 1-46 (texte intégral).